# Bulbophyllum betchei
Bulbophyllum betchei là một loài phong lan thuộc chi Bulbophyllum.